# Samuel Whitbread (1720-1796)
Pour les articles homonymes, voir Whitbread.
Samuel Whitbread (30 août 1720 – 11 juin 1796), est le fondateur de la société Whitbread et un membre de la Chambre des communes.

## Biographie
Samuel Whitbread est né en 1720 à Cardington (Bedfordshire). Fils d'un yeoman, il est mis en apprentissage chez un brasseur de Londres à l'âge de seize ans. En 1742, il fonde avec Thomas Shewell sa propre brasserie et crée en 1750 dans Chiswell Street (Londres), la première brasserie destinée à la production de masse au Royaume-Uni.
Il est membre de la Chambre des communes du Royaume-Uni de 1768 à 1790 où il se montra favorable à l'interdiction du commerce des esclaves.
Son fils, Samuel Whitbread (1764-1815) lui succède.